# Gibi ASMR
Gibi ASMR (Estados Unidos, 19 de diciembre de 1994) es una youtuber, streamer de Twitch y cosplayer estadounidense, conocida por sus vídeos sobre ASMR.

## Primeros años
Gibi tiene formación en teatro y cine, y se graduó con la clase de 2017 en la Escuela de Comunicación de la Universidad del Noroeste, con una licenciatura en cine.

## Carrera
Durante los primeros años del contenido ASMR, Gibi era una estudiante de segundo año de secundaria con ansiedad e insomnio cuando el algoritmo de recomendación de YouTube la introdujo en el género. Después de ver y escuchar ASMR durante años, Gibi creó su canal de YouTube en junio de 2016, antes de su último año de universidad. Ese verano, comenzó a hacer cosplay y a asistir a convenciones de anime; inspirada por creadores anteriores, incorporó estos intereses en los vídeos de ASMR de rol, que presentan tanto personajes existentes como originales.
Desde el principio, Gibi se propuso tratar la creación de vídeos como un trabajo a tiempo completo, lo que incluía tomarse el trimestre de invierno libre de la universidad para centrarse en la producción. A los seis meses de graduarse, ya ganaba lo suficiente para crear vídeos a tiempo completo, y al cabo de un año alcanzó el millón de suscriptores.
A sugerencia de su editor, Gibi creó su canal de Twitch en 2017, en el que transmite ASMR y juega a los videojuegos. En 2019, fue anfitriona de una miniserie web de Rooster Teeth llamada Encounter Culture.
Polydor Records se puso en contacto con Gibi en 2019 y le preguntó si podía realizar una lectura ASMR del álbum de Billie Eilish, When We All Fall Asleep, Where Do We Go?. Gibi grabó el proyecto de forma gratuita. Desde que se subió a la red, ha acumulado más de 3 millones de visitas. Ese verano, Gibi fue contratada para protagonizar Reese The Movie: A Movie About Reese, un proyecto oficial de ASMR sobre Reese's Peanut Butter Cups.

## Recepción
Gibi está considerada como una de las mejores creadoras de ASMR de YouTube. Sus vídeos han sido recomendados por autores de Bustle, Den of Geek, Heavy.com, e Insider. Escribiendo para The New York Times Magazine, Jamie Lauren Keiles llamó a Gibi "la LeBron James de las cosas conmovedoras", y escribió favorablemente sobre su genuina persona en línea.

## Vida personal
Gibi toma estrictas precauciones de privacidad por el bien de sus amigos y familiares. En el pasado, se abstuvo de compartir su estado sentimental o su ciudad de residencia. En 2019, Gibi se casó con su marido, Ben, al que conoció en la universidady que hoy gestiona sus asuntos empresariales. La pareja se trasladó en enero de 2020, revelando que su anterior residencia estaba en un suburbio de Chicago. En noviembre de 2020, Gibi reveló que su nombre de pila era Gina.